# Americká vybíjená
Dodgeball (též americká vybíjená) je verze vybíjené, která kombinuje rychlost, akci a strategii. Dva šestičlenné týmy se utkávají na hřišti o velikosti volejbalového kurtu s pěti míči, což zajišťuje nepřetržitou a intenzivní hru.
Zápas je rozdělen na 2×20 minut a skládá se z neurčitého počtu setů. Set končí buď vyřazením všech soupeřových hráčů, nebo po 3 minutách, kdy vyhrává tým s více hráči na hřišti. Při shodě získají bod oba týmy. Chycený míč vyřadí soupeře a zároveň vrátí do hry prvního vybitého spoluhráče. Míč lze také použít jako štít a neutrální zóna umožňuje oběma týmům střetnout se přímo na hřišti.
Dodgeball díky těmto prvkům nabízí nejen akční a rychlou hru, ale také strategické momenty.